# Hermano do Nascimento Baptista
Hermano do Nascimento Baptista, (Luz, 18 de Maio de 1907 - Lagos, 7 de Novembro de 2000), foi um empresário e chef de cozinha português.

## Biografia

### Vida pessoal e família
Nasceu em 18 de Maio de 1907 na povoação de Luz, no Concelho de Lagos. Era filho de Francisca Rosado Baptista e de Alfredo do Nascimento Baptista.

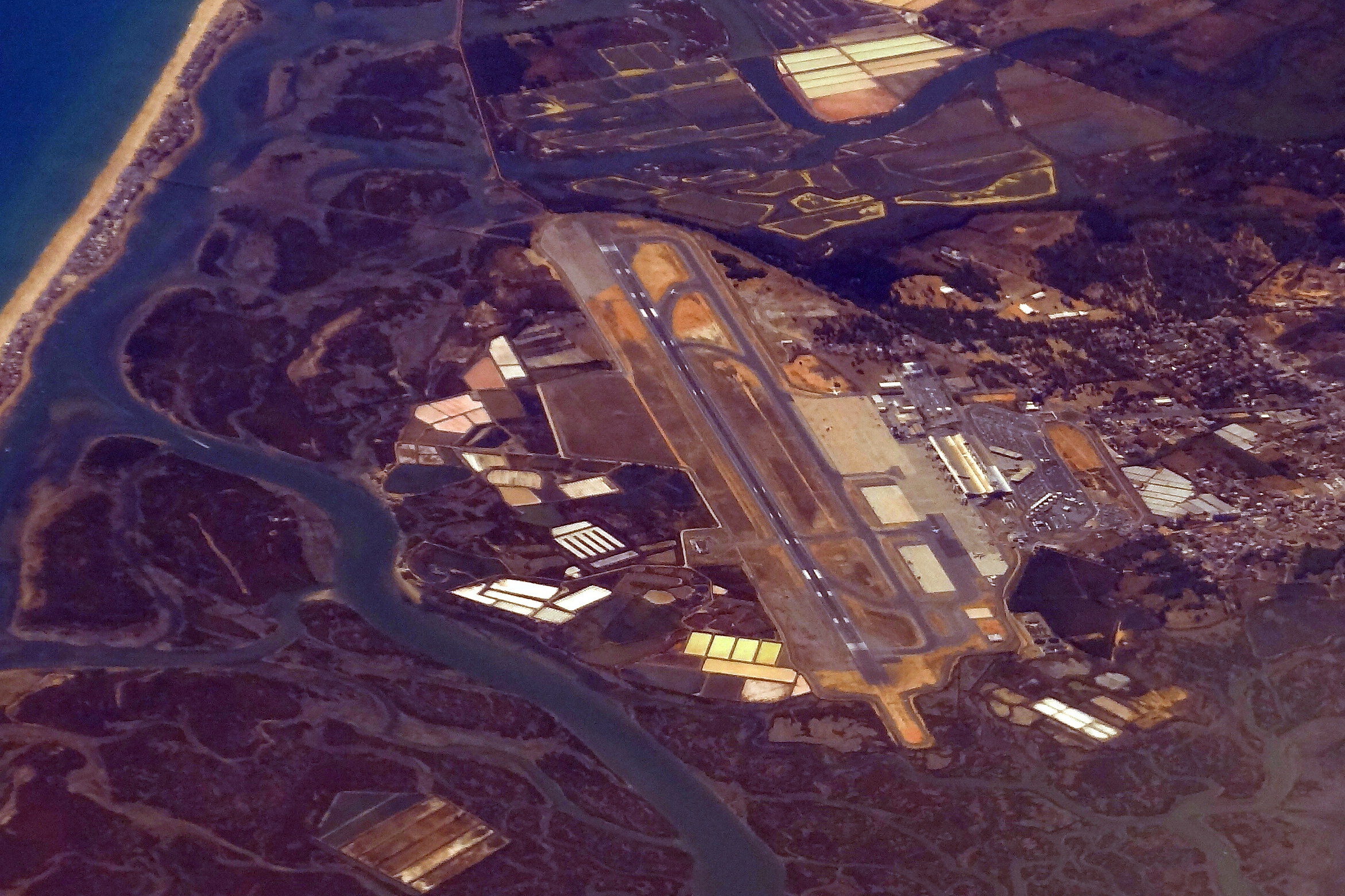
Aeroporto de Faro.

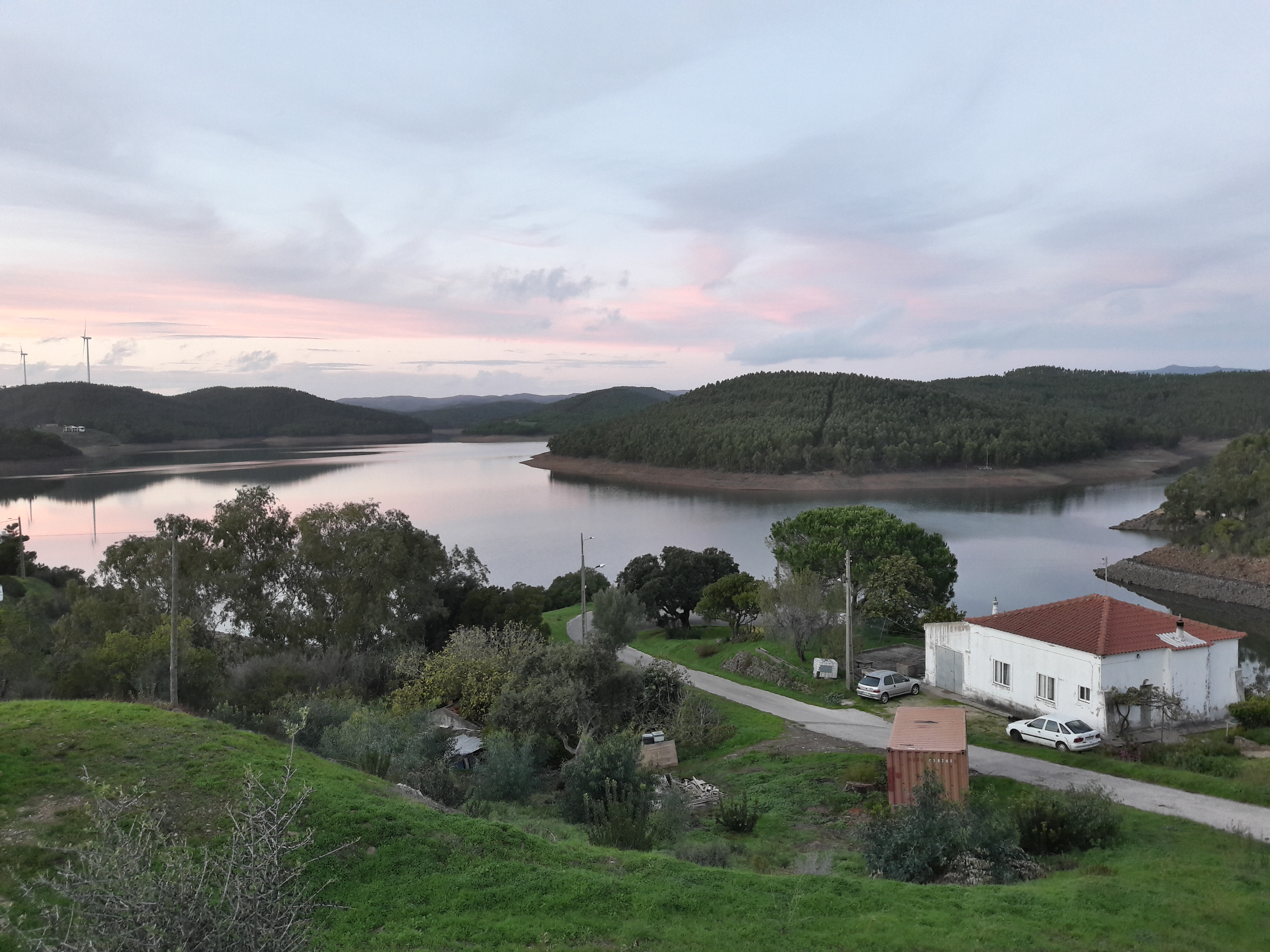
Barragem da Bravura.

### Carreira profissional
Aos doze anos, empregou-se num escritório na cidade de Lagos, tendo-se posteriormente alistado no exército. No entanto, a regulamentação daquela altura colocava obstáculos à ascensão dentro da carreira militar, pelo que deixou o exército pouco tempo depois.
Em seguida, empregou-se como motorista nas carreiras de autocarros da Companhia dos Caminhos de Ferro Portugueses, cuja gestão passou posteriormente para a empresa Palmelense. No entanto, os serviços foram terminados devido à reduzida rendibilidade, tendo os motoristas sido despedidos. Hermano Baptista regressou então a Lagos, onde iniciou um negócio de frutos secos, e posteriormente passou para os combustíveis, tendo instalado um posto da British Petroleum. Pouco depois, aproveitando a quase inexistência de estabelecimentos de acolhimento para viajantes em Lagos, institui um abrigo para motoristas à entrada da cidade, que se tornou posteriormente numa estalagem, e finalmente num hotel, dedicado ao padroeiro dos viajantes, São Cristóvão. Porém, foi obrigado a vender o hotel à empresa Torralta devido a dificuldades económicas, instalando-se então na Quinta das Palmeiras, que se tornou posteriormente num pólo da cultura gastronómica portuguesa.
Nesta altura, começou a interessar-se pela gastronomia, tornando-se conhecido pela sua habilidade nesta arte. Distinguiu-se pelos banquetes que realizou nas cerimónias de inauguração do Aeroporto de Faro, dos Palácios da Justiça de Moura e Tavira e das Barragens de Santa Clara e da Bravura, e num congresso no Palácio das Necessidades. Cozinhou para eventos no Palácio das Necessidades, no Castelo de São Jorge, no Palácio da Bolsa, e no Palácio de Belém, e representou o Algarve durante vários anos, na Feira de Gastronomia de Santarém.
Também organizou vários banquetes no estrangeiro, especialmente na África do Sul, Alemanha, Reino Unido e Suíça, destacando-se um que realizou na África do Sul, em honra de Christiaan Barnard, no âmbito das comemorações do V Centenário da Chegada de Bartolomeu Dias àquele país.

### Falecimento
Faleceu em Lagos, no dia 7 de Novembro de 2000.

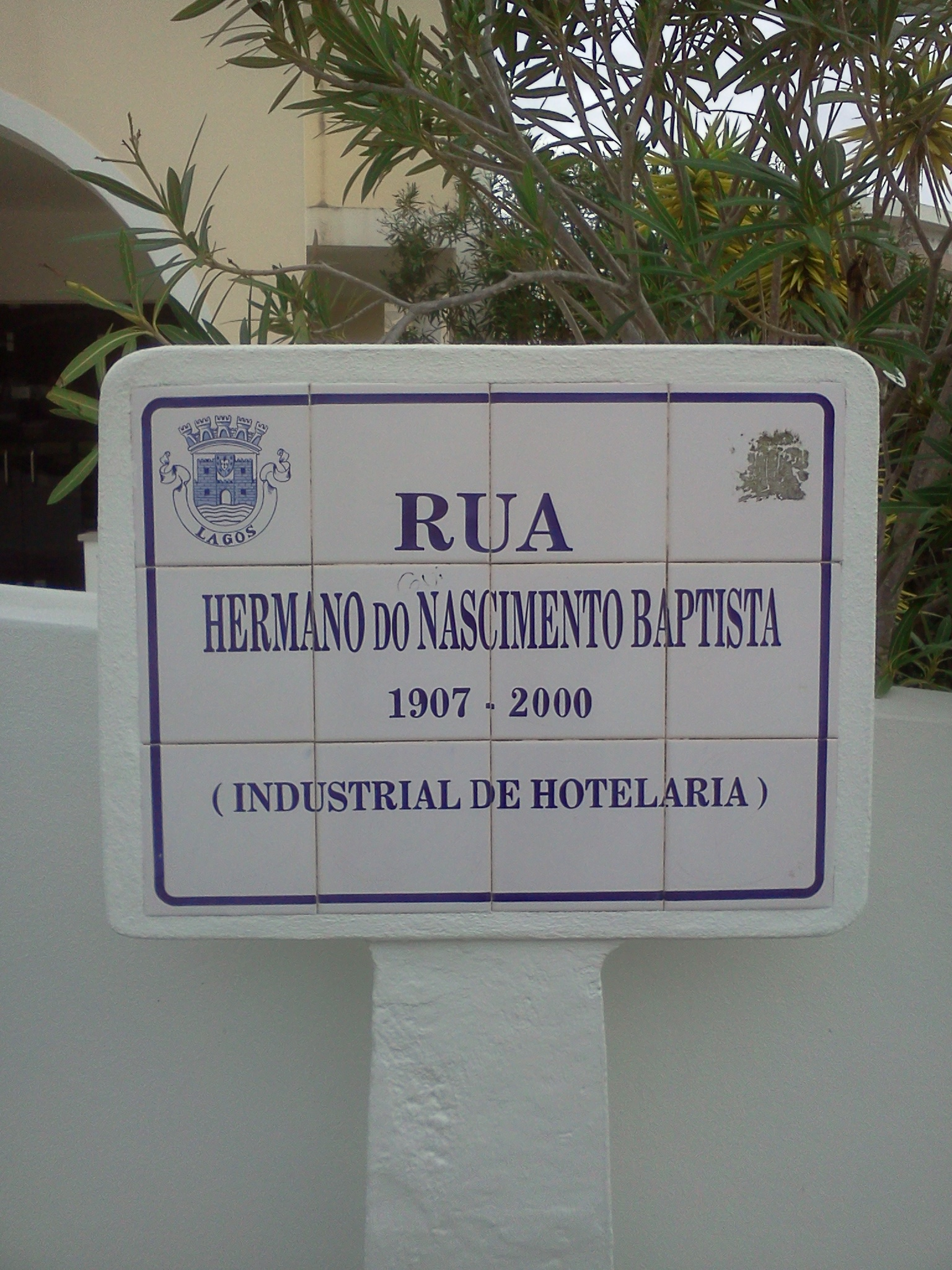
Placa toponímica da Rua Hermano do Nascimento Baptista, na cidade de Lagos.

## Homenagens
Hermano do Nascimento Baptista foi considerado como um dos pioneiros do turismo no Algarve e um dos maiores gastrónomos na região, tendo recebido a medalha de mérito Grau Ouro da Câmara Municipal de Lagos. No dia 4 de Julho de 2001, a autarquia de Lagos colocou o seu nome numa rua da cidade.